# Hockey-Welttorhüter des Jahres
Als Hockey-Welttorhüter des Jahres (Original: FIH Goalkeeper of the Year) wird von der Fédération Internationale de Hockey (FIH) seit 2014 neben dem Welthockeyspieler der weltbeste männliche und weibliche Torhüter im Hockey ausgezeichnet.

## Gewinnerlisten
Folgende Torhüter und Torhüterinnen wurden seit 2014 als Welttorhüter des Jahres bzw. Welttorhüterin des Jahres ausgezeichnet:

### Männer

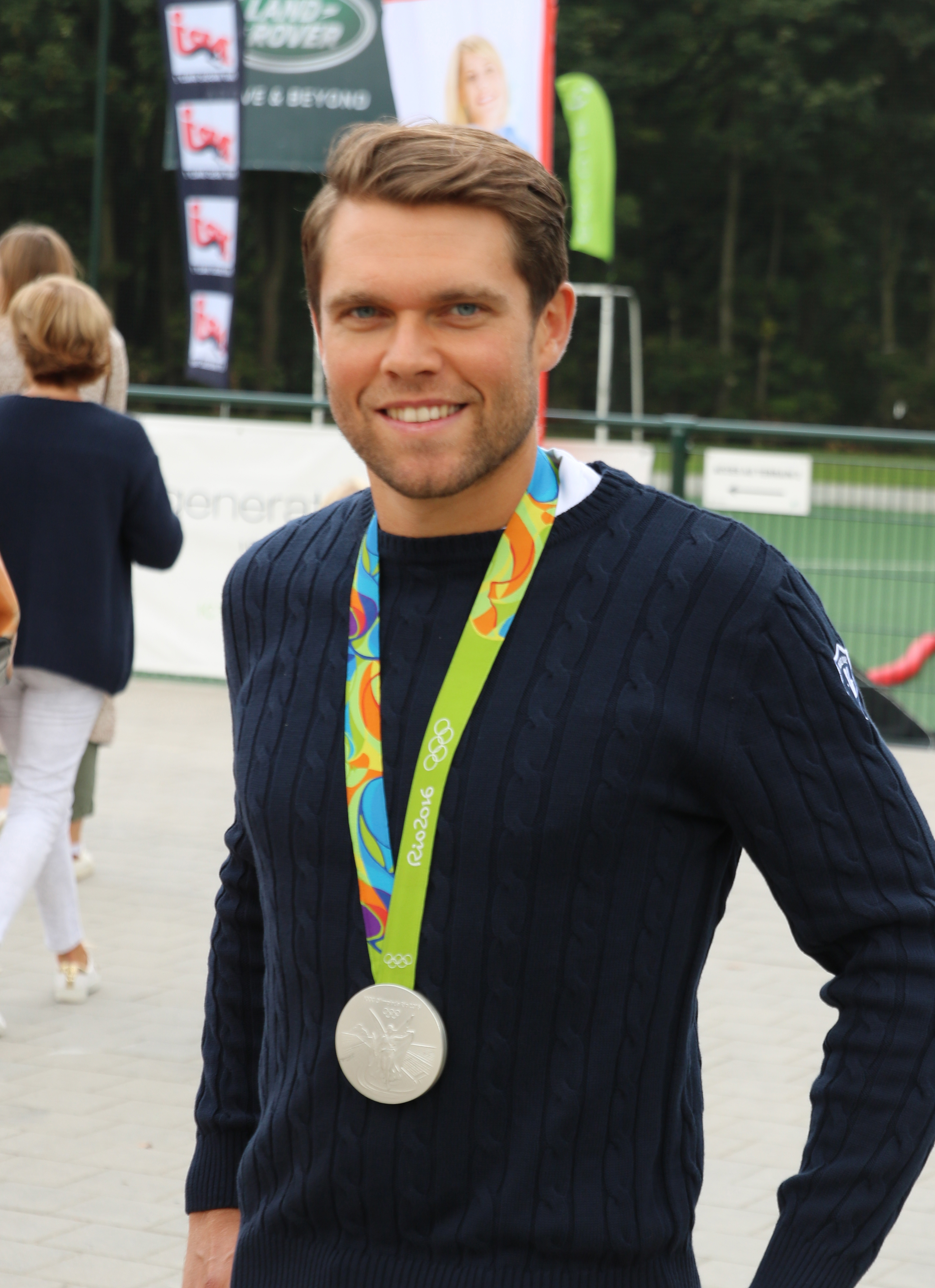
Vincent Vanasch wurde 3-mal und somit am häufigsten Welttorhüter

| Jahr | Torhüter            | Nationalität   |
| ---- | ------------------- | -------------- |
| 2014 | Jaap Stockmann      | Niederlande    |
| 2015 | David Harte         | Irland         |
| 2016 | David Harte (2)     | Irland (2)     |
| 2017 | Vincent Vanasch     | Belgien        |
| 2018 | Vincent Vanasch (2) | Belgien (2)    |
| 2019 | Vincent Vanasch (3) | Belgien (3)    |
| 2020 | nicht vergeben      | nicht vergeben |

| Gesamt | Torhüter        | Jahre            |
| ------ | --------------- | ---------------- |
| 3      | Vincent Vanasch | 2017, 2018, 2019 |
| 2      | David Harte     | 2015, 2016       |

### Frauen

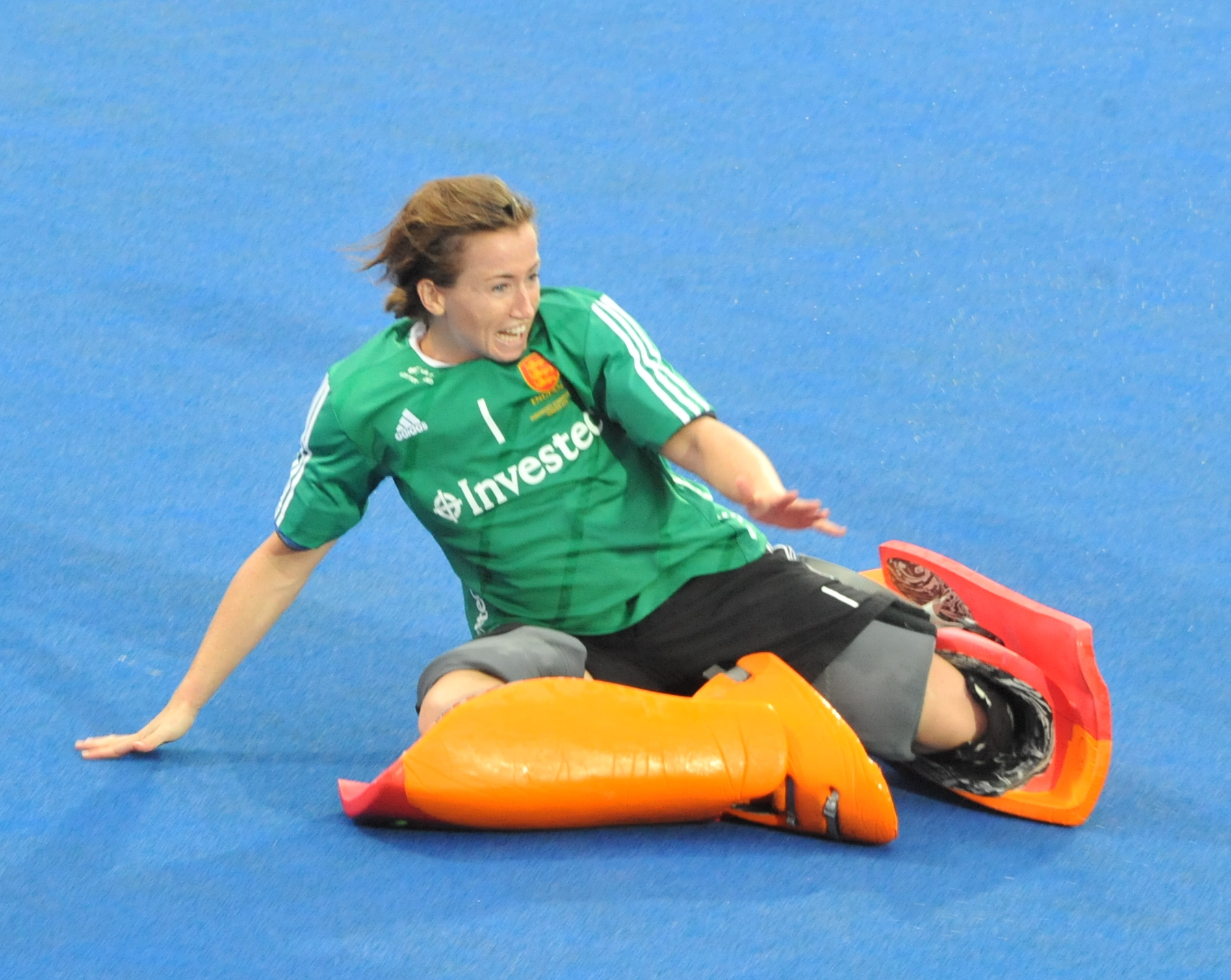
Maddie Hinch wurde 3-mal und somit am häufigsten Welttorhüterin

| Jahr | Torhüterin         | Nationalität               |
| ---- | ------------------ | -------------------------- |
| 2014 | Joyce Sombroek     | Niederlande                |
| 2015 | Joyce Sombroek (2) | Niederlande (2)            |
| 2016 | Maddie Hinch       | Vereinigtes Königreich     |
| 2017 | Maddie Hinch (2)   | Vereinigtes Königreich (2) |
| 2018 | Maddie Hinch (3)   | Vereinigtes Königreich (3) |
| 2019 | Rachael Lynch      | Australien                 |
| 2020 | nicht vergeben     | nicht vergeben             |

| Gesamt | Torhüterin     | Jahre            |
| ------ | -------------- | ---------------- |
| 3      | Maddie Hinch   | 2016, 2017, 2018 |
| 2      | Joyce Sombroek | 2014, 2015       |